# Philip Jaisohn
Philip Jaisohn (son nom aux États-Unis) ou Seo Jae-pil (7 janvier 1864 - 5 janvier 1951) était un politicien, un militant indépendantiste, et un journaliste coréen.  Ses pseudonymes étaient Songjae (송재; 松齋) et Ssanggyeong (쌍경; 雙慶). Son prénom social était Yungyeong (윤경; 允卿). Il est le premier Coréen à avoir obtenu la nationalité américaine.
En 1896, il fonde le Journal de l'indépendance, le premier journal privé écrit en coréen ainsi que le Club de l'indépendance et le Club des dix mille personnes.
En 1897, il entreprend la construction de la Porte de l'indépendance (en).

## Biographie

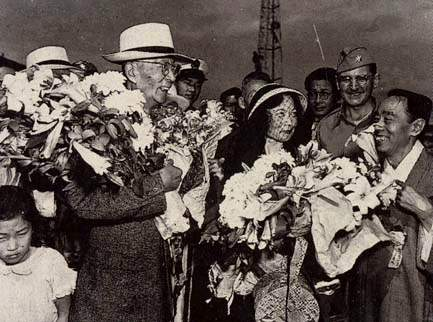
Seo Jae-pil et Kim Kyu-sik à Incheon en 1947

Seo Jae-pil est né dans le district de Boseong et a grandi à Séoul. Adolescent, il était un élève brillant et déjà attaché aux idées politiques réformistes. Dès 1882, il part étudier au Japon, un pays alors en pleine modernisation. En 1884, il participe à la tentative de coup d'état de Gapsin et est nommé vice-ministre de la défense. Trois jours plus tard, à la suite de l'intervention de la Chine, il perd sa famille et doit s'exiler aux États-Unis. Il y étudie la médecine, prend la nationalité américaine en 1890 et épouse la nièce de James Buchanan, le 15e président des États-Unis.
En 1895, à la suite de la victoire du Japon à la première guerre sino-japonaise, les réformateurs arrivent au pouvoir et Seo peut rentrer au pays. Il y fonde un journal, le Journal de l'indépendance.
Il fonde également le Club des dix mille personnes (만민공동회) et le Club de l'indépendance, où il propage l'importance de l'éducation du peuple, de la modernisation de l'industrie et critique vivement les hauts fonctionnaires. En 1897, il lance la construction de la Porte de l'indépendance (en), qui s'inspire de l'Arc de triomphe de Paris. Soupçonnés de vouloir l'avènement d'une république, son mouvement est interdit en 1898 et il doit retourner aux États-Unis.
Lors de la transition vers l'indépendance de la Corée du Sud, le gouvernement militaire américain de l'USAMGIK l'invite à revenir en Corée pour lui servir de conseiller principal. Certains auraient aimé qu'il devienne alors le premier président de la Corée. Il refuse cependant et retourne aux États-Unis en 1948.

## Œuvres
- Voyage de la hansu (한수의 여행)

## Livre sur le sujet
- Oh Se-ung, Dr. Philip Jaisohn's Reform Movement, 1896-1898: A Critical Appraisal of the Independence Club, University Press of America, 1995,  (ISBN 0819199141)